# Papá tiene novia
Papá tiene novia es una película argentina del género de comedia filmada en blanco y negro dirigida por Carlos Schlieper sobre su propio guion escrito en colaboración con León Mirlas que se estrenó el 22 de octubre de 1941 y que tuvo como protagonistas a Alberto Bello, Amanda Ledesma, Aída Luz, Felisa Mary y Zully Moreno.		

## Sinopsis
Las cinco hijas de un viudo piden a una actriz que lo seduzca, cuando se enteran de que tiene novia.

## Reparto
Participaron en el filme los siguientes intérpretes:
- Alberto Bello ... Don Benigno
- Billy Days ... María Luisa
- Elsa del Campillo ... Cristina Mirelli "Virginia"
- Lidia Denis ... Rosita
- Amanda Ledesma ... Martha
- Aída Luz ... Elena
- Felisa Mary ... Elvira "Monona"
- Zully Moreno ... Cora
- Hugo Pimentel ... Ermelindo
- Héctor Quintanilla ... Agustín
- Pablo Vicuña ... Eduardo

## Comentario
Después de haber filmado algunos cortometrajes, Carlos Schlieper se presentó en EFA y obtuvo que lo contrataran en 1941 para dirigir Si yo fuera rica, una comedia light acerca de una ladrona de joyas con coguion de Antonio Zinny y la participación de Amanda Ledesma, actriz y cantante de tango muy popular en ese momento. Después, con ella como protagonista dirigió Papá tiene novia en el que es evidente el progreso del director. Para el crítico Domingo Di Núbila fue una película 

"vivaz, alegre, sentimental, evocó con humor ambientes y costumbres finiseculares, Fue un anticipo del Schlieper que luego triunfó en la comedia sofisticada y tuvo varios de los que serían luego sus elementos favoritos: visión optimista del amor, agilidad, complicaciones, chicas bonitas, ambientes vistosos y afinidades varias con su temperamento  mundano, su educación europeo-norteamericana, su cuna acaudalada y su admiración militante por la belleza femenina."

Sobre esta película dijo la crónica del diario Crítica: "tiene la frescura y el candor de los cuentos de hadas (…) la realización incita a estimular sin reservas la labor del director."